# Lagoa Cáceres
A lagoa Cáceres ou baía Cáceres é um lago natural de Bolívia, localizado no extremo este do país no departamento de Santa Cruz. Parte da lagoa encontra-se dentro do parque nacional e área natural de manejo integrado Otuquis, a uma altitude aproximada de 150 m s. n. Está situada às margens das localidades de Porto Suárez e Porto Quijarro em território boliviano, y conectada com o rio Paraguai por meio do canal Tamengo. Tem dimensões de 8,25 quilómetros de longo por 5,68 quilómetros de largo e uma superfície de 26,5 km² chegando em época de chuvas aos 200 km².
Esta lagoa foi ligada pela primeira vez por meio de uma estrada com o resto de Bolívia mediante a proposta da Empresa Nacional de Bolívia de Miguel Suárez Arana ao governo de Bolívia, apresentado o 1 de julho de 1875.

## Problemas meio ambientais
A desflorestação tem afetado negativamente o área da lagoa Cáceres, já que causa uma maior quantidade de material de arraste que incrementa a sedimentação da lagoa e suas afluentes. Em 2011 e 2012 alertou-se que a lagoa poderia se secar num lapso de 10 anos, e em 2021, a navegação ao canal Tamengo desde a lagoa Cáceres se fez impossível devido ao baixo nível do água.

## Veja-se também
- Laguna Mandioré
- Laguna Uberaba
- Laguna A Gaiba
- Laguna Vermelha
- Cerro Mutún